# کایوت در برابر اکمی
کایوت در برابر اکمی (انگلیسی: Coyote vs. Acme) یک فیلم کمدی آمریکایی توسط گروه انیمیشن وارنر است. کارگردانی این فیلم بر عهدهٔ دیو گرین است و بر اساس فیلم‌نامه‌ای از جیمز گان، جرمی اسلیتر، جان سیلبرمن، جاش سیلبرمن و سامی برچ نوشته شده است. بازیگران این فیلم شامل جان سینا، ویل فورته و لانا کاندر می شود.
در نوامبر ۲۰۲۳ اعلام شد که این فیلم کنار گذاشته می‌شود و به‌منظور حذف مالیات، اکران‌نشده باقی خواهد ماند. این فیلم پس از بتگرل و اسکوب! تعطیلات روح زده، سومین فیلم برادران وارنر تحت برادران وارنر دیسکاوری است که کنار گذاشته شدند. اما وارنر بعداً تصمیم خود را تغییر داد و به سازندگان فیلم اجازه داد تا پس از دریافت واکنش عمومی به دنبال توزیع‌کنندگان دیگر باشند. با وجود مذاکرات، هیچ توافقی حاصل نشد، اما فیلم "در دسترس برای خرید" باقی ماند. در ۱۹ مارس ۲۰۲۵، گزارش شد که Ketchup Entertainment برای خرید این فیلم از برادران وارنر به قیمت ۵۰ میلیون دلار وارد مذاکره شده و در صورت نهایی شدن، احتمال اکران آن در سال ۲۰۲۶ خواهد بود.

## زمینهٔ داستانی
وایل ای. کایوت از شرکت اکمی به خاطر دستگاه‌های خرابی که هنگام تلاش برای گرفتن رود رانر دریافت کرده شکایت می‌کند. وایل با یک وکیل بدبخت همکاری می‌کند که متوجه می‌شود رئیسش در شرکت حقوقی سابقش وکالت اکمی را بر عهده دارد.

## تولید

### توسعه
در آگوست ۲۰۱۸، برادران وارنر از توسعهٔ پروژهٔ وایل ای. کایوت با عنوان کایوت در برابر اکمی با تهیه‌کنندگی اجرایی کریس مک‌کی و نویسندگی جان و جاش سیلبرمن خبر داد. در اواسط دسامبر ۲۰۱۹، دیو گرین برای کارگردانی فیلم هیبریدی انیمیشن لایو اکشن قرارداد امضا کرد، و جان و جاش سیلبرمن به عنوان فیلمنامه‌نویس جایگزین شدند، اما آن‌ها به‌عنوان تهیه‌کننده باقی ماندند. در دسامبر ۲۰۲۰، مک‌کی پروژه را ترک کرد و همچنین جان و جاش سیبلرمن مقام‌های تهیه‌کنندگی خود را رها کردند و در کنار سامی برچ، جرمی اسلیتر و جیمز گان به نوشتن فیلم‌نامهٔ آن بازگشتند. همزمان با خروج مک‌کی، گزارش شد که این فیلم از مقاله تخیلی نیویورکر به همین نام از ایان فریزر الهام گرفته است. فیلم‌برداری این فیلم بر عهدهٔ فیلم‌بردار، برندن تراست، انجام شد.

### انتخاب بازیگران
در فوریه ۲۰۲۲، اعلام شد که جان سینا به عنوان آنتاگونیست اصلی فیلم انتخاب شده است و قبلاً در پروژه‌های دنیای توسعه‌یافته دی‌سی یعنی جوخهٔ انتحار (۲۰۲۱) و پیس‌میکر (۲۰۲۲) با گان همکاری کرده بود. ماه بعد، ویل فورته و لانا کاندر به بازیگران اضافه شدند و فورته در نقش وکیل کایوت بازی خواهد کرد.

### فیلم‌برداری
تصویربرداری اصلی در ۱ آوریل ۲۰۲۲ در آلبوکرکی آغاز شده است.

## انتشار
کایوت در برابر اکمی در ابتدا قرار بود که در ۲۱ جولای ۲۰۲۳ توسط برادران وارنر پیکچرز در ایالات متحده اکران شود. اما بعدها از جدول اکران برادران وارنر حذف شد و تاریخ انتشار آن به باربی‌ داده شد. فیلم حالا برای اکران در سال ۲۰۲۶ برنامه ریزی شده است.

لغو اولیه و رستگاری
در ۹ نوامبر ۲۰۲۳، مقامات برادران وارنر اعلام کردند که ساخت فیلم به پایان رسیده است، اما آن را اکران نمی کنند، زیرا برادران وارنر دیسکاوری ترجیح می دهد حدود ۳۰ میلیون دلار ضرر مالیاتی داشته باشد.  این سومین فیلمی است که توسط برادران وارنر پس از بتگرل و اسکوب! تعطیلات روح زده کنار گذاشته شده است . خدمه از این تصمیم تا پس از اتمام فیلم مطلع نشدند.  این حرکت انتقاد فیلمسازان، رسانه های انیمیشن و نمایندگان استعدادها را برانگیخت. چندین فیلمساز با برادران وارنر تماس های تلفنی خشمگینانه ای برقرار کردند و ناامیدی خود را از این اقدام ابراز کردند.  دیگران نیز جلسات با استودیو را لغو کردند.  بسیاری خاطرنشان کردند که این فیلم در نمایش‌های آزمایشی مورد تحسین قرار گرفته و از سوی خریداران بالقوه مورد توجه قرار گرفته است. کارگردان دیو گرین ناامیدی خود را از لغو فیلم ابراز کرد و بر عشق خود به Looney Tunes تاکید کرد و نوشت که "همه ما مصمم بودیم که میراث این شخصیت های تاریخی را ارج بگذاریم و در واقع آنها را درست کنیم." 
در ۱۳ نوامبر ۲۰۲۳، رسانه هایی گزارش داند که رهبران برادران وارنر دیسکاوری تصمیم خود را تغییر داده اند و به سازندگان فیلم اجازه داده اند که فیلم را برای سایر توزیع کنندگان خریداری کنند.  ددلاین هالیوود گزارش داد که استودیوهای آمازون ام جی ام ، استودیو اپل و نتفلیکس علاقه مند به خرید حقوق پخش فیلم بودند.  TheWrap گزارش داد که علیرغم علاقه توزیع کنندگان برای خرید فیلم، "در حال حاضر هیچ پیشنهاد سختی وجود ندارد و گرین در حال ایجاد " کمپین روابط عمومی " خود است.  در ۸ دسامبر، Deadline Hollywood گزارش داد که این فیلم برای استودیوهای بیشتری از جمله پارامونت پیکچرز و سونی پیکچرز نمایش داده شده است . از این میان، نتفلیکس و پارامونت مناقصه هایی را ارائه کرده بودند که دومی شامل یک بخش تئاتر بود. آمازون با وجود ارائه هیچ پیشنهاد رسمی همچنان علاقه مند بود. و سونی و اپل برنامه ای برای ارائه مناقصه نداشتند. 
در ژانویه ۲۰۲۴، اریک باوزا اولین تصویر رسمی از این فیلم را در رسانه های اجتماعی منتشر کرد.  در ۹ فوریه ۲۰۲۴، TheWrap گزارش داد که برادران وارنر دیسکاوری پیشنهادهای نتفلیکس، آمازون و پارامونت را رد کرده است.  شرکت برای فروش فیلم ۷۵ تا ۸۰ میلیون دلار می‌خواست، اما هیچ توزیع‌کننده‌ای قیمت آن را برآورده نکرد و برادران وارنر دیسکاوری پیشنهادات متقابل را رد کرد. این شرکت در نظر گرفت فیلم را قفسه بندی و حذف کند (که در آن زمان در هاله ای از ابهام بود) و دوباره آن را به عنوان ضرر مالیاتی ادعا کرد .  پس از فراخوان درآمد سه ماهه چهارم ۲۰۲۳ خود در ۲۳ فوریه ۲۰۲۴، برادران وارنر دیسکاوری مبلغ ۱۱۵ میلیون دلار را کاهش داد در حالی که مستقیماً لغو فیلم را تأیید نکرد. 
در ۱۰ مارس ۲۰۲۴، در طول فرش قرمز نود و ششمین جوایز اسکار ، برچ گفت که گفتگوها در برادران وارنر همچنان ادامه دارد و "ما امیدواریم که به نحوی خانه خود را پیدا کند و تا آخر زمان در خزانه گیر نکند".  در آوریل ۲۰۲۴، یکی از سخنگویان برادران وارنر به نیویورک تایمز گفت که اگرچه سرنوشت فیلم نامشخص است، اما "برای خرید در دسترس است". 
در ۲۵ ژانویه ۲۰۲۵، در صحبت با Screen Rant در یک فروشگاه مطبوعاتی برای Valiant One ، لانا کاندر فاش کرد که زمانی که اخبار لغو اولیه برای اولین بار پخش شد، فیلم "نمایش مراسم تشییع جنازه" داشت. 
در ۱۶ فوریه ۲۰۲۵، هنگامی که Screen Rant در جوایز انجمن نویسندگان آمریکا از اریک باوزا پرسید که آیا فیلم هنوز فرصتی برای اکران دارد، باوزا پاسخ داد: "این سوال سال است، و فقط فوریه است! من می‌خواهم بگویم بله. اگر The Day the Earth Blew Up: A Looney Tunes Movie پول زیادی به دست آورد آن وقت اتفاقات عجیبی رخ خواهد داد" 
در ۱۹ مارس ۲۰۲۵، Deadline گزارش داد که Ketchup Entertainment در حال مذاکره برای به دست آوردن تمام حقوق فیلم از برادران وارنر با قیمت تقریبی ۵۰ میلیون دلار، پس از به دست آوردن حقوق پخش آمریکای شمالی برای روزی که زمین منفجر شد: فیلم لونی تونز است . اگر مذاکرات نهایی شود، فیلم بالاخره برای اکران در سینما در سال ۲۰۲۶ برنامه ریزی می شود. 